# 本多孝好
本多 孝好（ほんだ たかよし、1971年3月8日 -）は日本の小説家、推理作家。東京都生まれ。慶應義塾大学法学部卒。

## 経歴・作風
元々読書は好きで、小学生の頃は江戸川乱歩、中学生の頃は赤川次郎、高校生の頃は半村良、大学時代は村上春樹や村上龍に夢中だった。
弁護士を志して法学部に在籍していたが、大学4年生の時、同じ学部の金城一紀に卒業文集に入れる小説の執筆を依頼されたことがきっかけとなり、作家を志すようになった。その後、金城の助言で習作を続け、共に切磋琢磨した。本格的に作家を目指すか、弁護士になるか心が揺れていた時（1994年）に「眠りの海」で第16回小説推理新人賞を受賞し、作家になる決心をした。
受賞から約5年の歳月を経て、デビュー作を含む短編集『MISSING』が発売され、このミステリーがすごい! 2000年版でトップ10に入り脚光を浴び、約10社から執筆依頼が舞い込んだという。デビュー以降、物語をつくるという根底に、死への恐怖心とそれに対する覚悟の作り方があり、「生と死」を主題とした作品が中心となっていた。しかし、新しいことに挑戦しようと思い立ち、新たに走る場所を探し始め、時代や社会に焦点をあてて書いた『正義のミカタ I'm a loser』を執筆。また、『MOMENT』執筆から7年後、登場人物の7年後を描いた姉妹作『WILL』を執筆。自分（現実世界）と同じ時間を過ごしてほしいとの想いから、7年後の物語として書き上がることとなった。『ストレイヤーズ・クロニクル』では娯楽性を重視し、田島昭宇の挿絵を取り入れた作品となっている。
2008年11月、『FINE DAYS』に収録された「イエスタデイズ」が自身の作としては初めて映画化された。2014年から2015年にかけて、『真夜中の五分前』、『ストレイヤーズ・クロニクル』、『at Home』が相次いで映画化。2018年7月期のドラマ『dele』（テレビ朝日）では、原案と脚本を担当。

## 作品リスト

### 「MOMENT」シリーズ
- MOMENT（2002年8月 集英社 / 2005年9月 集英社文庫）
  - FACE（『小説すばる』2002年1月号）
  - WISH（『小説すばる』2002年2月号）
  - FIREFLY（『小説すばる』2002年3月号）
  - MOMENT（『小説すばる』2002年4月号）
- WILL（2009年10月 集英社 / 2012年3月 集英社文庫） - 『MOMENT』姉妹作・全書き下ろし
  - プロローグ
  - 空に描く
  - 爪痕
  - 想い人
  - 空に描く（REPRISE）〜エピローグ
- MEMORY（2013年9月 集英社文庫） - 『MOMENT』『WILL』兄弟作
  - 言えない言葉 〜 the words in a capsule（『小説すばる』2013年8月号）
  - 君といた 〜 stand by you（書き下ろし）
  - サークル 〜 a circle（書き下ろし）
  - 風の名残 〜 a ghost writer（書き下ろし）
  - 時をつなぐ 〜 memory（書き下ろし）

### ストレイヤーズ・クロニクル
- ストレイヤーズ・クロニクル ACT-1（2012年4月 集英社 / 2015年3月 集英社文庫） - 挿絵 : 田島昭宇
- ストレイヤーズ・クロニクル ACT-2（2012年10月 集英社 / 2015年4月 集英社文庫）
- ストレイヤーズ・クロニクル ACT-3（2013年4月 集英社 / 2015年5月 集英社文庫）

### dele
- dele（2017年6月 KADOKAWA / 2018年5月 角川文庫）
- dele2（2018年6月 角川文庫）
- dele3（2019年6月 角川文庫）

### その他長編作品
- ALONE TOGETHER（2000年10月 双葉社 / 2002年10月 双葉文庫 / 2013年2月 角川文庫）
- 真夜中の五分前 five minutes to tomorrow side-A（2004年10月 新潮社 / 2007年7月 新潮文庫）
- 真夜中の五分前 five minutes to tomorrow side-B（2004年10月 新潮社 / 2007年7月 新潮文庫）
- 正義のミカタ I'm a loser（2007年5月 双葉社 / 2010年6月 双葉文庫）
- チェーン・ポイズン（2008年11月 講談社「書き下ろし100冊」の1作 / 2012年1月 講談社文庫 / 2021年1月 講談社文庫【新装版】）
- 魔術師の視線（2014年9月 新潮社）
- 君の隣に（2015年6月 講談社 / 2018年9月 講談社文庫）

### その他中短編作品
- MISSING（1999年6月 双葉社 / 2001年11月 双葉文庫 / 2013年2月 角川文庫）
  - 眠りの海（『小説推理』1994年8月号） - デビュー作
  - 祈灯（『小説推理』1995年4月号）
  - 蝉の証（『小説推理』1996年1月号）
  - 瑠璃（『小説推理』1997年9月号）
  - 彼の棲む場所（『小説推理』1998年4月号）
- FINE DAYS（2003年3月 祥伝社 / 2006年7月 祥伝社文庫 / 2013年4月 角川文庫）
  - FINE DAYS（『小説現代』2002年3月号）
  - イエスタデイズ（『小説NON』2000年5月号）
  - 眠りのための暖かな場所（『小説NON』2001年4月号）
  - シェード（書き下ろし）
- at Home（2010年10月 角川書店 / 2013年6月 角川文庫）
  - at Home（『野性時代』2009年12月号）
  - 日曜日のヤドカリ（『Story Seller 2』）
  - リバイバル（書き下ろし）
  - 共犯者たち（書き下ろし）
- Good old boys（2016年12月 集英社 / 2019年5月 集英社文庫）
- アフター・サイレンス（2021年9月 集英社 / 2024年9月 集英社文庫）
- こぼれ落ちる欠片のために（2024年11月 集英社）
  - イージー・ケース（『小説すばる』2024年5月号）
  - ノー・リプライ（『小説すばる』2024年6月号）
  - ホワイト・ポートレイト（書き下ろし）

### アンソロジー
「」内が本多孝好の作品
- 小説推理新人賞受賞作アンソロジー〈1〉（2000年10月 双葉文庫）「ロングインタビュー」
- ザ・ベストミステリーズ 2003 推理小説年鑑（2003年7月 講談社）「WISH「MOMENT」より」
  - 【分冊・改題】殺人格差 ミステリー傑作選（2006年11月 講談社文庫）
- I LOVE YOU（2005年7月 祥伝社 / 2007年9月 祥伝社文庫）「Sidewalk Talk」
- LOVE or LIKE（2006年7月 祥伝社 / 2008年9月 祥伝社文庫）「DEAR」
- 本からはじまる物語（2007年12月 メディアパル）「十一月の約束」
- Story Seller（2008年4月 新潮社 / 2009年2月 新潮文庫）「ここじゃない場所」
- Story Seller 2（2009年4月 新潮社 / 2010年2月 新潮文庫）「日曜日のヤドカリ」
- あの日、君と Girls（2012年5月 集英社文庫）「エースナンバー」
  - 【再編集・改題】短編学校（2017年6月 集英社文庫）
- ザ・ベストミステリーズ 2014 推理小説年鑑（2014年5月 講談社）「言えない言葉」
  - 【分冊・改題】Love 恋、すなわち罠 ミステリー傑作選（2017年10月 講談社文庫）

## 海外への翻訳

### 台湾（正体字）
- 深夜的五分前 SIDE A （2006年4月、大田出版） - 真夜中の五分前 five minutes to tomorrow side-A
- 深夜的五分前 SIDE B （2006年4月、大田出版） - 真夜中の五分前 five minutes to tomorrow side-B
- 思念 （2006年11月、大田出版） - MISSING
- FINE DAYS 昨日重現 （2007年4月、尖端出版） - FINE DAYS
- 在一起卻很寂寞 （2007年12月、大田出版） - ALONE TOGETHER
- 最後時光 （2008年6月、大田出版） - MOMENT

### 中国大陸（簡化字）
- 最后时光 （2012年2月、新星出版社） - MOMENT
- 思念 （2012年4月、吉林出版集团有限责任公司） - MISSING
- 吊影 （刊行予定、吉林出版集团有限责任公司） - ALONE TOGETHER

## 映像化作品

### 映画
- イエスタデイズ（2008年11月1日公開、配給：エスピーオー、監督：窪田崇、主演：塚本高史、原作：イエスタデイズ『FINE DAYS』所収）
- 真夜中の五分前（2014年12月27日公開、配給：東映、監督：行定勲、主演：三浦春馬）
- ストレイヤーズ・クロニクル（2015年6月27日公開、配給：ワーナー・ブラザース映画、監督：瀬々敬久、主演：岡田将生）
- at Home アットホーム（2015年8月22日公開、配給：ファントム・フィルム、監督：蝶野博、主演：竹野内豊）

### テレビドラマ
- dele（2018年7月27日 - 9月14日、全8話、テレビ朝日系「金曜ナイトドラマ」枠、主演：山田孝之・菅田将暉）[6] - 原案と第1話・第5話・最終話の脚本を本多が担当